# ŽOK Gacko
ŽOK Gacko (bosniska: ЖОК  ГАЦКО) är en volleybollklubb från Gacko, Bosnien och Hercegovina. Klubben grundades 1985 med ett herrlag. Detta lade ner verksamheten 1992 på grund av Bosnienkriget. Efter kriget återstartade verksamheten, från 1996 med ett damlag. Från 2010 har damlaget bildat en egen klubb. De har blivit mästare i Republika Srpska tre gånger (2000, 2006 och 2009) och även vunnit cupen för området tre gånger (1997, 1998 och 1999). De har vunnit cupen för hela Bosnien och Hercegovina en gång (2014)..